# Новлянка (посёлок, Селивановский район)
Новлянка — посёлок в Селивановском районе Владимирской области России. Входит в состав Новлянского сельского поселения.

## География
Посёлок расположен в 7 км на юг от райцентра Красной Горбатки на левом берегу реки Ушна. Напротив посёлка на правом берегу Ушны расположена деревня Новлянка.

## История
Образован в 1898 году как посёлок при Новлянском крахмало-паточном заводе. В начале XX века входил в состав Дубровской волости Муромского уезда.
С 1929 года посёлок входил в состав Новлянского сельсовета Селивановского района Владимирского округа Ивановской Промышленной области, с 1936 года — в составе Ивановской области, с 1944 года — в составе Владимирской области, с 2005 года — в составе Новлянского сельского поселения.

## Население
| 1926 | 2002  | 2010 | 2021 |
| ---- | ----- | ---- | ---- |
| 106  | ↗1034 | ↘915 | ↘734 |

## Инфраструктура
В посёлке имеются Новлянский дом-интернат для престарелых и инвалидов, амбулатория, дом культуры, спортивный комплекс, отделение почтовой связи.
В посёлке до 2018 года действовал крахмалопаточный завод «Новлянский».

## Транспорт
Автобусное сообщение.
В соседней деревне Новлянка находится остановочный пункт Новлянка (34 км) на линии «Ковров — Муром» Муромского региона Горьковской железной дороги.